# Лазарусов ефекат (филм из 2015)
Лазарусов ефекат (енгл. The Lazarus Effect) је амерички хорор филм чији је режисер Дејвид Гелб, а сценаристи су Лук Досон и Џереми Слејтер. Филм је пуштен у биоскопе 27. фебруара 2015. Филм је доживео велики број негативних критика, али је, упркос томе, остварио вишемилионску зараду. Филм је зарадио 38 милиона америчких долара, а буџет за филм је био свега три милиона америчких долара.

## Радња
Медицинари Френк Волтон и Зои Меконел, уједно и вереници, раде на томе да оживе мртве. То раде уз помоћ серума који су они справили. Тај серум носи име Лазарус и превасходно су га створили како би помагао људима који су пали у кому, али су касније открили да може, у комбинацији са великом количином струје, да оживи мртве. Први експеримент који су спровели био је на свињи, међутим, неуспешно. Саучесник у експерименту, Клеј, Френку и Зои дао је идеју како да серум буде ефикаснији, па су они ту идеју спровели у дело. Поновни покушај експеримента су спровели над телом мртвог пса. Убризгали су му серум директно у мозак и кроз непомично тело пса спровели огромну количину електричне струје. Пар тренутака касније, пас је оживео. Међутим, недуго затим, схватили су да пас има другачије понашање. Био је безвољан, није имао апетит и понашао се веома чудно.
Међутим, све то пада у воду када компанија која је финансирала пројекат, бива откупљена од друге, фармацеутске компаније и цео пројекат се гаси и сав инвентар им бива одузет и конфискован. Ипак, екипа не одустаје од зацртаног циља, илегално и без дозволе улазе у лабораторију и покушаће да поново спроведу експеримент, а сниматељ је девојка по имену Ева, коју је тим унајмио баш из тог разлога, да снима. Стављају још један леш на сто, убризгавају серум, а Зои стоји код прекидача и она се чека да пусти струју. Међутим, није скинула метални прстен са руке, а како метал није проводник струје, Зои удара струја и она пада мртва на месту. Френк покушава да је оживи реанимацијом и вештачким дисањем, али безуспешно. Онда се одлучује на веома ризичан корак. Ставља је на сто и убризгава јој серум у мозак, те пушта струју, иако га цео тим одговара од тога, он остаје упоран и извршава то. Стражар је дошао до лабораторије да обиђе тај простор, те се цео тим посакривао. У следећој сцени се кадар полако враћа те затичемо Зои како усправно седи. Цео тим је у шоку, а Френк је једини који осећа дозу среће. Недуго затим, прво Зои па онда и остали, схватају да серум доприноси убрзаном развоју и раду мозга, што утиче на то да Зои развије способност телепатије и телекинезе. Питали су је шта је видела кад је умрла а она је рекла да је отишла у своју верзију пакла. То је уједно био и кошмар који је она стално сањала, а то је она као девојчица како стоји испред врата док иза врата, у свом стану, комшије горе у ватри. И Еву је успела да угура у то те је и Ева преживела тај кошмар и из њега се пробудила вриштећи на поду. Од тог тренутка креће Зоино убијање. Прво је убила младог црнца, Ника, тако што га је својим телекинетичким способностима гурнула у лимени орман и исти тај орман практично згужвала, што је Ника моментално убило. Потом је убила Клеја тако што му је, поново својим натприродним способностима гурнула електричну цигарету дубоко у грло што је код Клеја изазвало гушење и смрт. Свог вереника, Френка, убила је тако што му је поломила врат и након тога је у себе убризгала пуну кесу серума како би још више оснажила своје способности.
Након свега тога, Ева једина остаје жива и у руци држи шприцеве којима ће да убије Зои. То јој и полази за руком, убада је и тада улећу ватрогасци, један ватрогасац грли Еву и она тада говори како је Зои убила све њих. Ева тада отвара очи пуне суза и Зоино тело не види нигде. Тада се испоставља да је ватрогасац заправо Зои која тада и Еви ломи врат. Потом, Зои вади своју крв пуну серума, убризгава Френку у мозак, пушта струју и Френк се тада буди из мртвих. Том сценом се филм завршава.

## Улоге
| Глумац        | Улога           |
| ------------- | --------------- |
| Марк Дуплас   | др Френк Волтон |
| Оливија Вајлд | др Зои Меконел  |
| Сара Болџер   | Ева             |
| Еван Питерс   | Клеј            |
| Доналд Главер | Нико            |
| Реј Вајз      | господин Волас  |
| Ејми Акино    | директорка Дели |

## Објављивање филма
Издавачка кућа Lionsgate је 17. децембра 2013. објавила да ће филм изаћи 30. јануара 2015. Међутим, издавачка кућа Relativity Media је откупила филм и најавила да ће филм изаћи 20. фебруара 2015. Ипак, изашао је недељу дана касније од планираног - 27. фебруара 2015.